# فراصوت

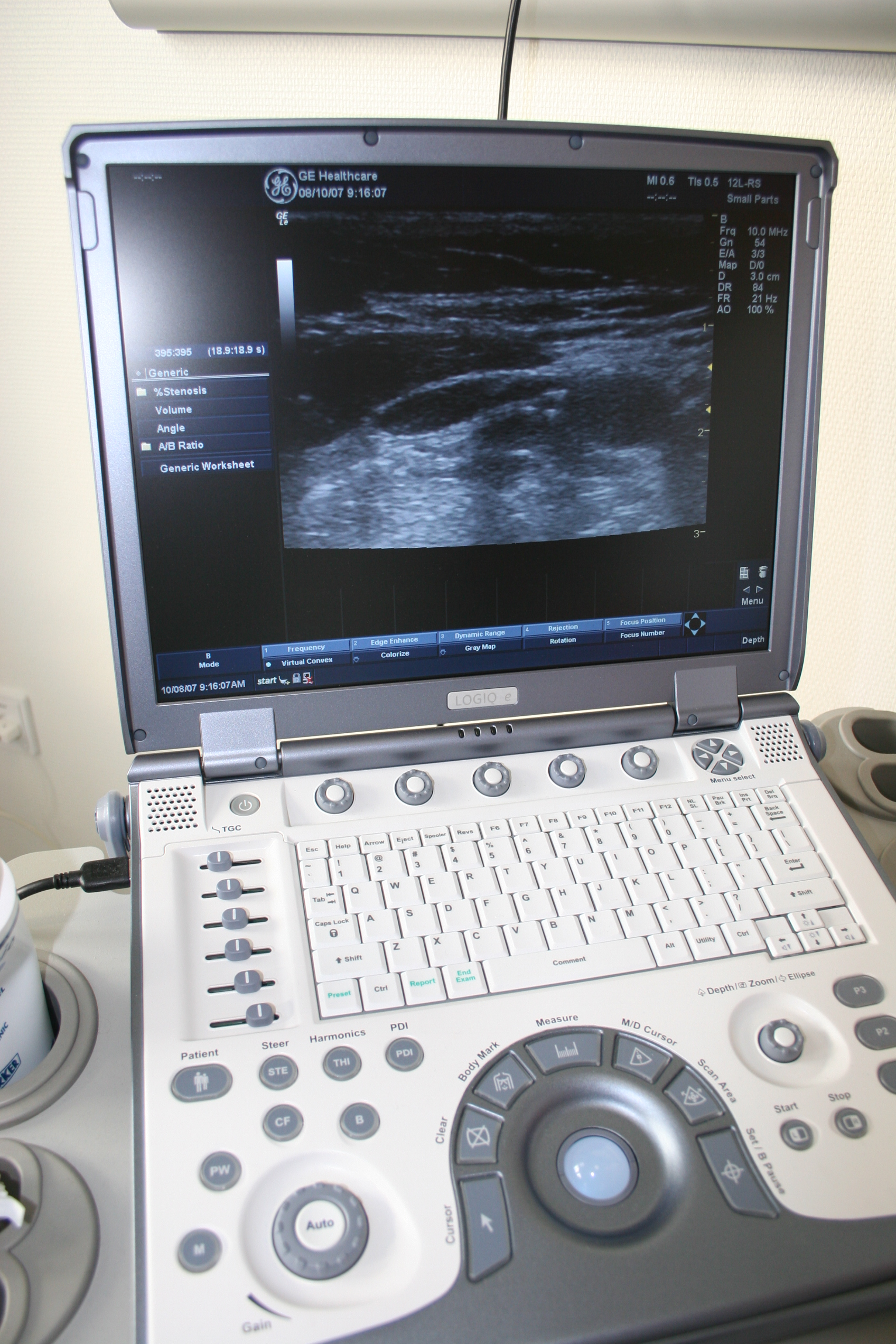

فراصوت یا اُلتراسوند (به انگلیسی: Ultrasound) یک تکنیک تصویربرداری پزشکی است که از امواج صوتی با فرکانس بالا برای ایجاد تصاویر از داخل بدن استفاده می‌کند. برخلاف اشعه ایکس یا سی‌تی‌اسکن که از تابش یونیزه‌کننده استفاده می‌کنند، اولتراسوند یک روش غیرتهاجمی و بدون تابش است. این روش بیشتر برای مشاهده بافت‌ها و اندام‌های نرم، به‌ویژه در زایمان، قلب‌شناسی و پزشکی اسکلتی-عضلانی استفاده می‌شود.
بازه بسامدی شنوایی افراد متفاوت است و با بالا رفتن سن این بازه کاهش می‌یابد، ولی معمولاً بالاترین فرکانس شنوایی انسان حدود ۲۰ یا ۲۵ کیلوهرتز در نظر گرفته می‌شود. نقطه مقابل این امواج، امواج فروصوت یا (مادون صوت) هستند که دارای بسامد زیر حد پایین فرکانس شنوایی انسان (حدود ۲۰ هرتز) هستند. اصطلاح فراصوت، نباید با زبرصوت (به انگلیسی: Supersonic) که برای سرعت حرکت بالاتر از سرعت صوت استفاده می‌شود، اشتباه گرفته شود.

## تاریخچه

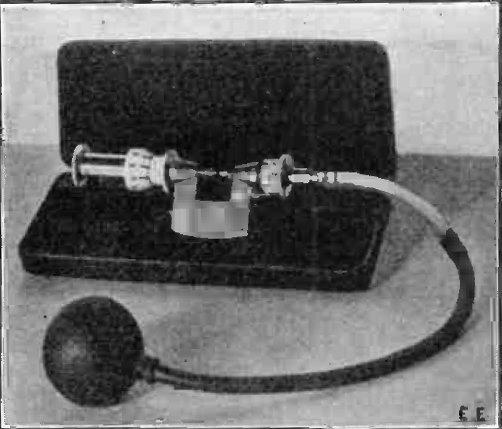
گالتون سوت، یکی از اولین دستگاه های تولید سونوگرافی است

در سال ۱۸۷۶ میلادی، فرانسیس گالتون برای اولین بار پی به وجود امواج فراصوت برد. گالتن با ساخت و آزمایش صوتی توانست اصواتی با بسامدی بالاتر از محدوده شنوایی انسان (فراصوت) تولید نماید. در زمان جنگ جهانی اول کشور انگلستان برای کمک به جلوگیری از غرق شدن غم انگیز کشتی‌هایش توسط زیردریایی‌های کشور آلمان در اقیانوس آتلانتیک شمالی دستگاه کشف‌کننده زیردریایی‌ها به کمک امواج صوتی به نام سونار ابداع کرد. این دستگاه امواج فراصوت تولید می‌کرد که در پیدا کردن مسیر کشتی‌ها استفاده می‌شد. این تکنیک در زمان جنگ جهانی دوم تکمیل گردید و بعدها به‌طور گسترده‌ای در صنعت این کشور برای آشکارسازی شکاف‌ها در فلزات و سایر موارد مورد استفاده قرار می‌گرفت. از کاربرد به‌خصوصی که انعکاس صوت در جنگ و صنعت داشت سونار به علم پزشکی وارد شد و تبدیل به یک وسیله تشخیصی بزرگ در علم پزشکی گردید.

## اجزای اصلی سیستم اولتراسوند
1. ترانسدیوسر: دستگاهی که امواج صوتی را ارسال کرده و پژواک‌ها را دریافت می‌کند. این دستگاه دارای یک کریستال پیزوالکتریک است که انرژی الکتریکی را به امواج صوتی و بالعکس تبدیل می‌کند.
2. ژل: ژل هدایت‌کننده معمولاً روی پوست بین ترانسدیوسر و بدن اعمال می‌شود تا ممانعت بین ترانسدیوسر و پوست کاهش یابد و انتقال امواج صوتی بهتر صورت گیرد.
3. کامپیوتر و مانیتور: دستگاه اولتراسوند پژواک‌های برگشتی را پردازش کرده و آنها را به تصویری روی صفحه نمایش نشان می‌دهد.
4. اولتراسوند داپلر: یک تکنیک خاص است که برای اندازه‌گیری حرکت اشیاء (مثل جریان خون) در بدن استفاده می‌شود. این تکنیک از اثر داپلر بهره می‌برد، که تغییر فرکانس امواج را در رابطه با حرکت مشاهده‌گر توصیف می‌کند

## نحوه کارکرد اولتراسوند
۱. امواج صوتی
امواج اولتراسوند، امواج صوتی با فرکانس‌های بالاتر از محدوده شنوایی انسان هستند، معمولاً بالاتر از ۲۰ کیلوهرتز. در تصویربرداری پزشکی، فرکانس‌های مورد استفاده معمولاً در محدوده ۱ تا ۲۰ مگاهرتز قرار دارند، که بسته به بخشی از بدن که مورد بررسی قرار می‌گیرد، متفاوت است.
۲. ترانسدیوسر
ترانسدیوسر دستگاهی است که هم امواج اولتراسوند را ارسال می‌کند و هم دریافت می‌کند. این دستگاه معمولاً روی پوست (برای اسکن‌های خارجی) یا درون بدن (برای اسکن‌های داخلی) قرار می‌گیرد. ترانسدیوسر امواج صوتی با فرکانس بالا ارسال می‌کند که از داخل بدن عبور کرده و پس از برخورد با بافت‌ها و اندام‌ها به سمت دستگاه برمی‌گردند.
۳. اکوها
وقتی امواج اولتراسوند به بافت‌های مختلف برخورد می‌کنند، بازتابیده (یا اکو) می‌شوند و به سمت ترانسدیوسر برمی‌گردند. میزان بازتاب بستگی به نوع بافتی دارد که امواج با آن برخورد می‌کنند. برای مثال:
- بافت‌های نرم مانند عضلات و اندام‌ها (مثل کبد و کلیه) مقداری از امواج را بازتاب می‌دهند، اما اجازه می‌دهند که حجم زیادی از امواج از آن‌ها عبور کند.
- بافت‌های متراکم مانند استخوان‌ها یا حفره‌های پر از هوا (مثل ریه‌ها) امواج بیشتری را بازتاب می‌دهند.
- مناطق پر از مایع (مثل کیسه آمنیوتیک یا مثانه) معمولاً امواج صوتی را با حداقل بازتاب منتقل می‌کنند.

۴. ایجاد تصاویر
ترانسدیوسر امواج بازتاب‌شده را شناسایی کرده و به کامپیوتری ارسال می‌کند که سیگنال‌ها را پردازش کرده و آن‌ها را به تصویر تبدیل می‌کند. شدت امواج صوتی و زمانی که طول می‌کشد تا امواج به ترانسدیوسر بازگردند، کمک می‌کند تا تصویری از ساختارهای داخلی ایجاد شود. این تصاویر به‌صورت سونار یا تصاویر اولتراسوند روی صفحه نمایش نشان داده می‌شوند.
- امواج صوتی با فرکانس بالا (طول‌موج کوتاه‌تر) جزئیات بیشتری ارائه می‌دهند، اما نمی‌توانند به عمق بدن نفوذ کنند، بنابراین برای تصویربرداری از ساختارهای نزدیک به سطح بدن، مانند جنین در دوران بارداری استفاده می‌شوند.
- امواج صوتی با فرکانس پایین‌تر (طول‌موج بلندتر) به عمق بیشتری نفوذ می‌کنند، اما وضوح کمتری دارند و برای تصویربرداری از ساختارهای عمیق‌تر مانند کبد یا کلیه‌ها مناسب هستند.

۵. تفسیر
یک رادیولوژیست یا یک متخصص پزشکی با آموزش ویژه در زمینه تحلیل اولتراسوند تصاویر را تفسیر می‌کند تا وضعیت بیمار را تشخیص داده یا پیگیری کند.

## انواع اولتراسوند
بسته به نیاز بالینی، روش‌های مختلف اولتراسوند وجود دارد:
1. B-Mode حالت روشنایی: روش استاندارد تصویربرداری که تصاویر دو بعدی(2D) از ساختارهای داخلی ایجاد می‌کند.
2. M-Mode (حالت حرکت): عمدتاً برای مشاهده حرکت بافت‌ها، به ویژه در قلب‌شناسی برای ارزیابی حرکت قلب استفاده می‌شود.
3. اولتراسوند داپلر: برای اندازه‌گیری سرعت جریان خون یا حرکت مایعات دیگر در بدن کاربرد دارد.
4. اولتراسند (2D) و (3D): تصویربرداری سه‌بعدی تصاویری دقیق از ارگان‌ها یا ساختارهای داخلی می‌دهد، در حالی که اولتراسوند4D افزودن عنصر حرکت را به همراه دارد، که به طور زنده و در زمان واقعی تصویرسازی می‌کند (این تکنیک معمولاً در زایمان برای مشاهده جنین استفاده می‌شود).

## کاربردهای اولتراسوند
1. بیماریهای زنان و زایمان مانند بررسی قلب جنین، اندازه‌گیری قطر سر (سن جنین)، تشخیص جنسیت جنین، بررسی جایگاه اتصال جفت و محل ناف، تومورهای پستان. این امواج به علت اینکه مانند تشعشعات یونیزان عمل نمی‌کنند؛ بنابراین برای زنان و کودکان بی‌خطر می‌باشند.
2. بیماریهای مغز و اعصاب مانند بررسی تومور مغزی، خون‌ریزی مغزی به صورت اکوگرام مغزی یا اکوانسفالوگرافی.
3. بیماری‌های چشم مانند تشخیص اجسام خارجی در درون چشم، تومور عصبی، خون‌ریزی شبکیه، اندازه‌گیری قطر چشم، فاصله عدسی از شبکیه.
4. تصویربرداری از نواحی شکمی مانند کبد، کلیه‌ها و کیسه صفرا اولتراسوند برای بررسی اندام‌های شکمی استفاده می‌شود و می‌تواند به تشخیص ناهنجاری‌هایی مانند کیست‌ها، تومورها، سنگ‌ها یا نشانه‌های بیماری کبد کمک کند
5. بیماری‌های قلبی مانند بررسی اکوکاردیوگرافی مانند ارزیابی ساختار و عملکرد قلب استفاده می‌شود. این روش به ارزیابی جریان خون، عملکرد دریچه‌ها و سلامت کلی قلب کمک می‌کند.
6. دندانپزشکی مانند اندازه‌گیری ضخامت بافت نرم در حفره‌های دهانی.
7. تصویربرداری از اسکلتی-عضلانی مانند ارزیابی مفاصل و تاندون‌ها  برای مشاهده عضلات، تاندون‌ها، رباط‌ها و مفاصل استفاده شود تا شرایطی مانند پارگی‌ها، کشیدگی‌ها یا التهاب‌ها تشخیص داده شوند.

## مزایای اولتراسوند
- غیرتهاجمی: بر خلاف روش‌های تصویربرداری دیگر مانند سی‌تی‌اسکن یا MRI، اولتراسوند نیازی به جراحی یا تزریق ندارد.
- تصویربرداری آنی: اولتراسوند قادر است تصاویری پویا و آنی از ارگان‌ها، جریان خون یا حتی جنین در رحم ارائه دهد.
- امن و بدون تابش: برخلاف اشعه ایکس یا سی‌تی‌اسکن، اولتراسوند از تابش یونیزه استفاده نمی‌کند و بنابراین گزینه‌ای ایمن‌تر، به ویژه در دوران بارداری است.
- قابل حمل و مقرون به صرفه: بسیاری از دستگاه‌های اولتراسوند قابل حمل و از نظر هزینه نسبت به سایر روش‌های تصویربرداری ارزان‌تر هستند و در محیط‌هایی مانند کلینیک‌ها و اورژانس‌ها قابل استفاده هستند.

## محدودیت‌های اولتراسوند
- نفوذ محدود: اولتراسوند در تصویربرداری از ساختارهای عمیق، به ویژه در بیماران چاق، کمتر مؤثر است زیرا امواج صوتی ممکن است جذب یا پراکنده شوند.
- کیفیت تصویر: کیفیت تصویر اولتراسوند می‌تواند تحت تأثیر عواملی مانند نوع بدن بیمار، مهارت اپراتور و کیفیت تجهیزات قرار گیرد.
- وابستگی به اپراتور: تفسیر تصاویر اولتراسوند نیازمند تخصص بالاست و کیفیت آزمایش ممکن است بسته به تجربه اپراتور متفاوت باشد.

## سونوگرافی

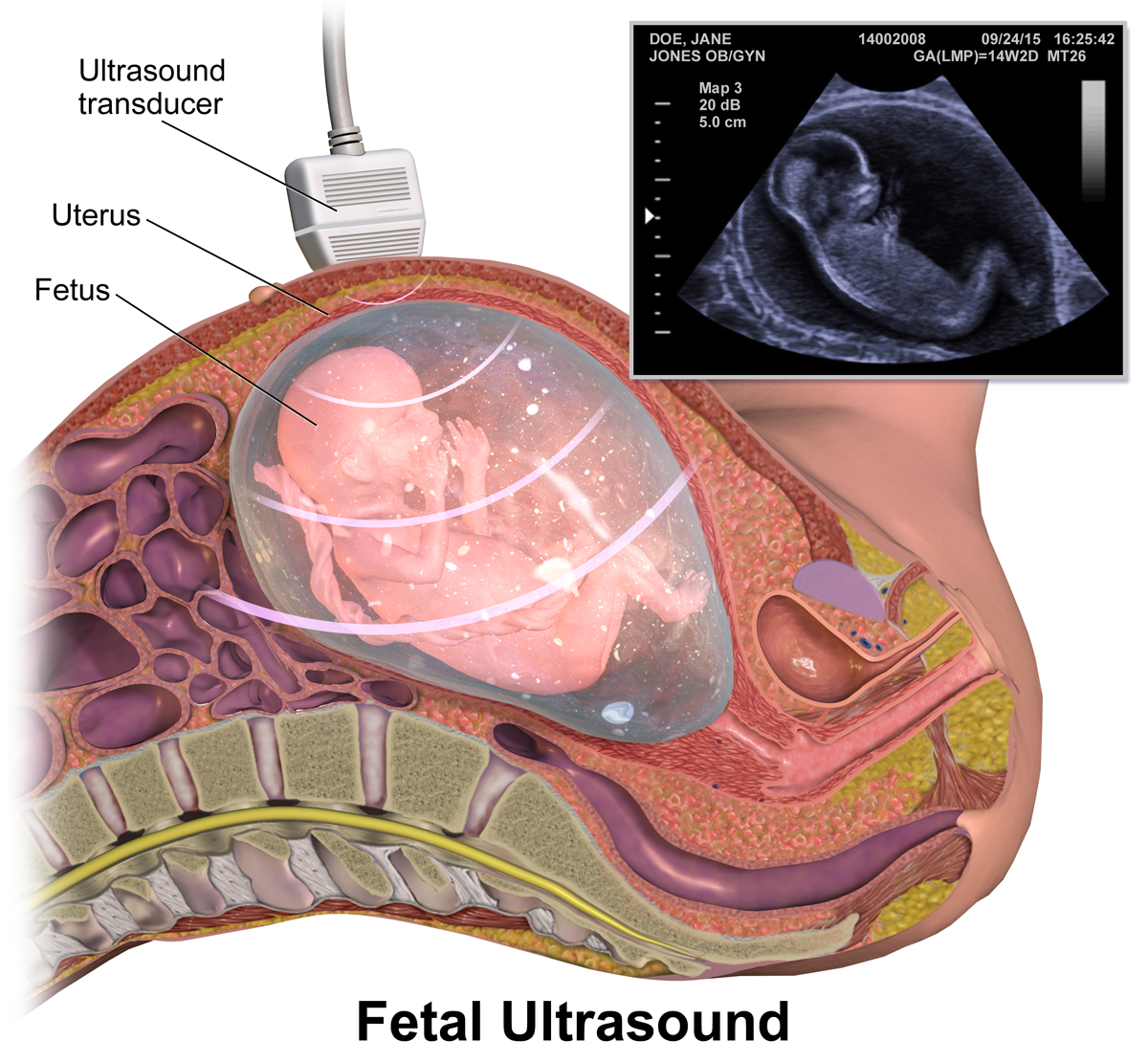
تصویری از یک جنین،گرفته شده توسط امواج فراصوت

بر اساس آمارگیری انجام شده اولتراسوند (امواج فراصوت) بیشترین کاربرد را نسبت به سایر روش‌های تصویربرداری، دارد که قطعاً ایمنی بالا و عدم استفاده از اشعه‌های یونیزه‌کننده از یک طرف، هزینه پایین و حمل و نقل آسان، از سوی دیگر، در کنار ویژگی‌های کم‌نظیری همچون ارائه تصویر به صورت بِلادرنگ که کاربرد زیادی در جراحی و ... دارد، دلیل این همه استفاده از این روش می‌باشد. اگرچه ضعف‌های این روش، گاهی ما را به سمت استفاده از روش بسیار گران قیمت ام‌آرآی، یا استفاده از روش کم ایمنی CT سوق می‌دهند.

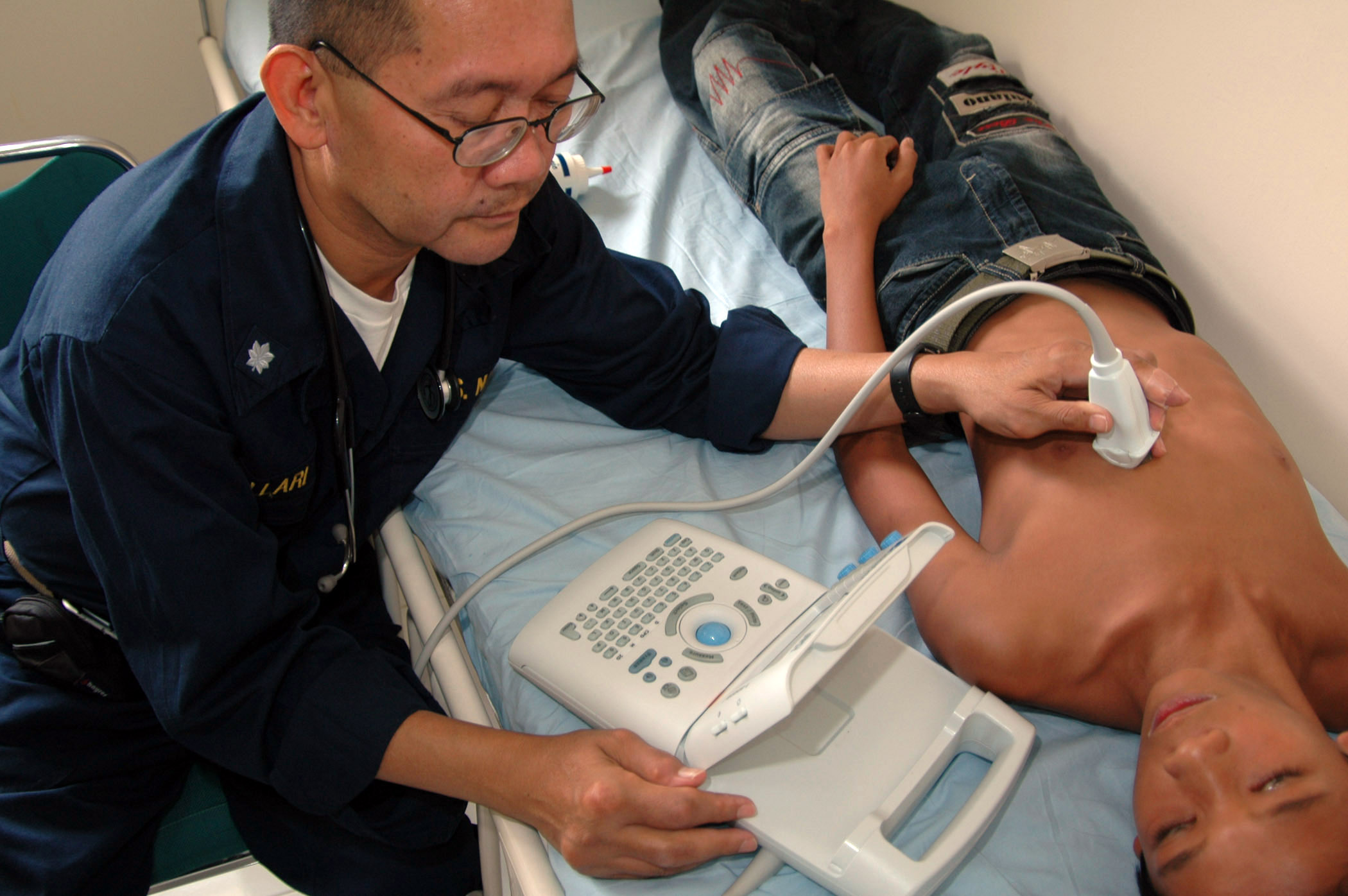
یک پزشک نیروی دریایی آمریکا در حال معاینه یک نوجوان با سونوگرافی

## کاربرد درمانی (سونوتراپی)
از فراصوت با بسامدهای متغیر و پایین در فیزیوتراپی برای کاهش التهاب و درد استفاده می‌شود. از دو اثر گرمایی و مکانیکی امواج التراسوند برای درمان بیماری ها استفاده میشود. برای مثال به منظور سوزاندن تومور و همچنین در مواردی به منظور تحریک نورون‌ها در بیماری‌های نورولوژیکی از امواج فراصوت استفاده می‌شود.

#### کاربرد در فیزیوتراپی
استفاده از دستگاه اولتراسوند یا اولتراسوندتراپی یکی از روشهای متداول درمانی است که تاثیر زیادی بر بهبودی شرایط بیمار گذاشته و در کلینیک‌های فیزیوتراپی از آن استفاده می‌شود. بیشترین کاربرد اولتراسوند در رفع گرفتگی‌های عضلانی و کاهش تورم مفاصل است. برای مثال گرفتگی‌های عضلات اطراف گردن و ناحیه کمر که مشکلات زیادی را برای بیماران به‌وجود می‌آورند، به‌وسیلهٔ اولتراسوند بهبود پیدا می‌کنند.در نهایت دردهای ناشی از این گرفتگی‌ها کم می‌شود.

### حیوانات
خفاش ها انواع مختلفی از تکنیک‌های فراصوت  (پژواک‌یابی در جانوران) را برای تشخیص شکار خود استفاده می‌کنند. آن‌ها می‌توانند فرکانس‌های فراتر از ۱۰۰ کیلوهرتز، احتمالاً تا ۲۰۰ کیلوهرتز را تشخیص دهند.

### کاربردهای آزمایشگاهی و صنایع غذایی
از آنجا که همگن سازی محلول‌های ویسکوز، ترکیبات نانو، محلول‌های پلیمری و ... توسط همزن‌های مکانیکی به سختی صورت می‌گیرد یا محدودیت فنی وجود دارد، استفاده از هموژنایزر اولتراسونیک سبب تهیه محلول‌های کاملاً یکنواختی از موارد فوق می‌شود. در واقع با استفاده از قابلیت‌های امواج فراصوت می‌توان ذرات مایع یا جامد سخت یا نرم را به‌طور مناسب همگن نمود.

### کاربرد در رادار ها و فلزیاب های فرکانسی
التراسونیک سنسور فرکانسی است که با انتشار فرکانس عمل مینماید؛ 
التراسونیک در رادارها، فلزیاب، معدن یاب و جی پی آر یا همان رادار نفوذ کننده به زمین یا فلزیاب آنتنی (مکان یاب دوربرد) از نوع فرکانسی کاربرد بالایی برای افزایش دقت در تفکیک و تبعیض اهداف را دارد.
در رادارها و یابنده های فرکانسی سنسور التراسونیک یکی از لوازم جانبی برای افزایش توانایی است و سنسور التراسونیک با مدار مجزای خود متصل به مدار اصلی رادار یا یابنده فرکانسی میشود و مدار اصلی رادار یا یابنده فرکانسی به صورتی طراحی میگردد که تعادل در انتشار و بازتاب و تعادل را برقرار نماید.
انتشار فرکانس از مدار اصلی رادار یا هر نوع یابنده فرکانسی دارای میدان مشترک الکترو مغناطیس با بار الکتریکی مثبت است و میدان مشترک میدان الکترومغناطیس مربوط به فرکانس مدار اصلی و فرکانس التراسونیک همراه هم میشود و فرکانس مدار اصلی در حرکت هر میزان قدرت حرکت به فاصله دور یا نفوذ داشته باشد فرکانس التراسونیک نیز به دلیل داشتن میدان الکترومغناطیس مشترک دارای توان حرکت با فاصله زیاد را خواهد داشت یا به عمق زمین نفوذ میکند.
فرکانس مدار اصلی رادار یا فلزیاب و فرکانس التراسونیک با داشتن میدان الکترو مغناطیس، توان حرکت به فاصله دور یا نفوذ به عمق زمین را دارد؛این فرکانس اصلی مدار رادار یا هر نوع یابنده فرکانسی با اصول رادار است که حرکت به سمت فاصله دور یا عمق زمین را دارد که فرکانس سنسور التراسونیک با وجود میدان الکترومغناطیس مشترک به سمت فاصله دور یا عمق زمین نفوذ میکند.

### کاربردهای صنعتی
آزمون فراصوت یکی از روش‌های آزمون‌های غیر مخرب است. در این روش امواج فراصوت با فرکانس بالا و با دامنه کم به داخل قطعه فرستاده می‌شوند. این امواج پس از برخورد به هر گسستگی بازتابیده می‌شوند. از روی دامنه و زمان بازگشت این امواج می‌توان به مشخصه‌های این گسستگی پی برد. از کاربردهای این روش می‌توان به اندازه‌گیری ضخامت و تشخیص عیوب موجود در قطعات نام برد. یکی از امتیازات مهم این روش توانایی آن در تشخیص عیوب بسیار کوچک به علت فرکانس بالای این امواج و در نتیجه طول موج بسیار کوچک آن‌ها است.
- عصاره گیری به کمک اولتراسونیک هموژنایزر (همگن کننده فراصوت)

فراصوت ، ساختار سلول را می شکند و ترکیبات زیست فعال را آزاد می کند – در نتیجه منجر به بازده بالاتر و سرعت استخراج سریعتر می شود. گیاهان، ادویه ها و سایر مواد گیاهی سرشار از مواد فیتو شیمیایی هستند که به عنوان اجزای ارزشمند برای محصولات دارویی و غذایی به شمار می روند. به عنوان یک فرآیند غیر حرارتی ، فراصوت یک روش استخراج ملایم است که از تخریب گرمایی عصاره جلوگیری می کند.
- استخراج آنتی اکسیدان های با کمک اولتراسونیک

آنتی اکسیدان ها ترکیبات فعال زیستی مهار کننده رادیکال‌ها هستند که در گیاهان یافت می شوند. آنتی اکسیدان هایی مانند ویتامین C ، ویتامین E ، تیول ها و غیره از نظر دارویی از جمله مواد فعال هستند که برای بهبود سلامتی و معالجه بیماری‌ها استفاده می شوند. استخراج اولتراسونیک به دلیل کارایی بالای فرآیند ، امکان استفاده از طیف گسترده ای از مواد اولیه را برای جداسازی آنتی اکسیدان ها فراهم می کند. علاوه بر گیاهانی مانند گیاهان علفی، میوه ها و سبزیجات ، آنتی اکسیدان های با کیفیت بالا را می توان از طریق فراصوت از مواد کم ارزش یا مواد زائد مانند پوسته ، ساقه ، دانه ، پوست ، هسته ، ریشه و غیره استخراج کرد.
- استخراج آداپتوژن با کمک اولتراسونیک

آداپتوژن‌ها مانند تانن ، مولکول های پلی فنولیک و غالباً قابض هستند که به دلیل توانایی آنها در افزایش تحمل فشار روانی سلول های پستاندار شناخته شده اند. این مولکول ها در سلول گیاه گیر افتاده اند. به منظور دستیابی به سازگاری های بسیار قابل دسترس زیست شناختی ، مولکول ها باید از مواد گیاهی آزاد شوند. اختلال سلول به کمک اولتراسونیک با شکستن دیواره های سلول و افزایش انتقال جرم بین فضای داخلی سلول و حلال اطراف ، سلول ها را باز می کند.
مزایای استخراج با کمک التراسونیک:
- پربازده
- کیفیت بالا
- فراهمی زیستی برتر
- روند آرام
- استخراج سریع
- روند ایمن
- بدون حلال یا حلالهای ضعیف
- عملکرد آسان سیستم های استخراج التراسونیک

### کاربردهای امنیتی
در سامانه‌های امنیتی اماکن و خودروها از حسگر فراصوت برای تشخیص حرکت اشیاء به وفور استفاده می‌شود. پلیس از این سیستم برای کنترل سرعت خودروها استفاده می‌کند.

### سونار
در کشتی‌ها و زیر در یایی‌ها از این سیستم برای کنترل عمق دریا و پی بردن به وجود اشیاء داخل آب استفاده می‌شود. از سونارهای اولترا سونیک برای پی بردن به وجود اشیاء پرنده نیز استفاده می‌گردد و همچنین برای نقشه‌برداری از کف دریا.
صنعت ماهیگیری: اولتراسوند همچنین در فناوری‌های پیدا کردن ماهی برای شناسایی جمعیت‌های ماهی یا موانع زیرآب استفاده می‌شود